# Phytomyza zinovjevi
Phytomyza zinovjevi är en tvåvingeart som beskrevs av Zlobin 1994. Phytomyza zinovjevi ingår i släktet Phytomyza och familjen minerarflugor. Inga underarter finns listade i Catalogue of Life.